# Accademia di scherma al Foro Italico
A Accademia di scherma, também conhecida como Casa delle Armi, é um edifício esportivo que faz parte do Foro Italico em Roma.
Projetada pelo arquiteto Luigi Moretti em 1934 como Casa del Balilla sperimentale e concluída em 1936, foi destinada à disciplina de esgrima, assumindo o nome de Casa delle Armi e depois de Accademia della scherma. Em 1981 foi adaptado para aula bunker ("sala de bunker") do tribunal de Roma, outra denominação com a qual o edifício ficou conhecido.

## Histórico
Projetada pelo arquiteto Luigi Moretti, a Accademia della Scherma nasceu arquitetonicamente como um avançado experimento tipológico da Opera Nazionale Balilla, da qual Moretti foi diretor técnico. A Casa delle Armi, localizada no extremo sul do Foro Italico, em frente à casa de hóspedes de Enrico Del Debbio (mais tarde Ostello, agora parcialmente ocupada por escritórios e aguardando destino) tem um layout em forma de L. O lado curto voltado para o Tibre é bipartido: metade cego e marcado por uma gigantesca grade de janela horizontal para a outra metade. A segunda parte abrigou o próprio pavilhão de esgrima, com 45 metros de comprimento e 25 de largura, o que permitiu a presença simultânea nas plataformas de 160 atletas. As fachadas são uniformemente revestidas em mármore de Carrara branco.
A decoração externa, como no grande mosaico, foi confiada a Angelo Canevari [it].
Depois de transformada em tribunal com graves adulterações internas, ficou em estado de semi-abandono. De propriedade do CONI, os recursos foram alocados em 2022 para iniciar as obras de restauração.